# Jay Jay le petit avion
Pour les articles homonymes, voir Jay.
Jay Jay le petit avion est une série télévisée d'animation américaine en 38 épisodes de 11 minutes produite par PorchLight Entertainment, Modern Cartoons, WonderWings.com Entertainment et The Learning Channel et diffusée ente le 2 novembre 1998 et le 21 avril 2000 sur The Learning Channel.
En France, la série a été diffusée à partir de 11 septembre 1999 sur Canal+ puis rediffusée sur Piwi à partir du 10 mars 2004.

## Synopsis
L’univers de Jay Jay, au tout n'est avion, stimule l’imagination des petits comme des grands, et leur permet d’aborder des thèmes proches de leur quotidien tel que l’amitié, la nature, la science, le jeu… 

## Fiche technique
- Titre original : Jay Jay the Jet Plane
- Réalisateur : Hugh Martin
- Musique : Stephen Michael Schwartz et Dave Baker.
- Adaptation française des chansons : Gilles Coiffard.

## Distribution

### Voix originales
- Mary Kay Bergman puis Debi Derryberry  : Jay Jay / Herky / Savannah / Evan le pompier.
- Gina Ribisi puis Sandy Fox : Tracy / Snuffy / Tuffy
- Eve Whittle: Brenda Blue
- Chuck Morgan puis Michael Donovan: Grand Jake / Vieil Oscar

### Voix françaises
- Nathalie Bienaimé : Jay Jay (bleu et rouge)
- Hélène Bizot : Brenda  / Tracy (rose et jaune)
- Michel Blin : Le narrateur / Grand Jake (gris)
- Virginie Henry puis Sylvie Loche : Tracy (chant) / Savannah (gris)
- Tinah Drevet : Savannah (voix chantée)
- Gilles Coiffard : Grand Jake / Snuffy / Herky (jaune et vert) / Evan le pompier (rouge) / Vieil Oscar (voix chantées)
- Hervé Grull : Snuffy (vert)

## Épisodes

### Saison 1 (1998–1999)
1. Titre français inconnu (Spending Time with Big Jake) (2 novembre 1998)
2. Titre français inconnu (The New Plane) (3 novembre 1998)
3. Titre français inconnu (Tracy's Shooting Star) (4 novembre 1998)
4. Titre français inconnu (Upsy Downosis) (5 novembre 1998)
5. Titre français inconnu (Opposites) (6 novembre 1998)
6. Titre français inconnu (Jay Jay's Butterfly's Adventure) (21 décembre 1998)
7. Titre français inconnu (The Singing Meadow) (22 décembre 1998)
8. Titre français inconnu (Jay Jay Meets Captain Hightower) (23 décembre 1998)
9. Titre français inconnu (Tracy's Snuggly Blanket) (24 décembre 1998)
10. Titre français inconnu (Fire Engine Evan) (25 décembre 1998)
11. Titre français inconnu (Tracy's Candy Catastrophe) (4 janvier 1999)
12. Titre français inconnu (Tuffy the Tiny Tow Truck) (5 janvier 1999)
13. Titre français inconnu (Snuffy's Snowman) (6 janvier 1999)
14. Titre français inconnu (Tuffy's Buried Treasure) (7 janvier 1999)
15. Titre français inconnu (Snuffy's Thanksgiving) (8 janvier 1999)